# René Lemoine
René Alphonse Lemoine (Nancy, 1905. december 29. – Párizs 5. kerülete, 1995. december 19.) olimpiai és világbajnok francia tőr- és párbajtőrvívó, üzletember.